# Tala (Aleppo)
Tala (arab. تعلا) – wieś w Syrii, w muhafazie Aleppo, w dystrykcie Ajn al-Arab. W 2004 roku liczyła 869 mieszkańców.